# 배관공은 넥타이를 매지 않는다
《배관공은 넥타이를 매지 않는다》(Plumbers Don't Wear Ties)는 키린 엔터테인먼트에서 1994년에 출시한 3DO용 성인용 연애 시뮬레이션 게임이다. 3DO 외에도 PC판도 있었지만 매우 한정된 배급에 그쳤으며, 유나이티드 픽쳐스에서 유통하였다. 에드워드 J. 포스터와 제인 베손이 작중 등장인물인 존과 제인 역으로 출연하며, 부모로부터 나가서 결혼감을 찾으라는 잔소리에 시달리는 두 사람이 겪는 이야기를 다루고 있다. 게임의 최종 목적은 존과 제인이 서로 만나도록 하는 것이다.
《배관공은 넥타이를 매지 않는다》는 최악의 완성도, 뜬금없는 줄거리, 질 낮은 연기와 유머, 그리고 풀모션 비디오 게임으로 홍보했음에도 불구하고 슬라이드쇼로 진행되는 게임방식으로 인해 부정적인 인식을 한 몸에 받았다. 이로 인해 이 게임은 사상 최악의 게임으로 여겨지곤 한다.

## 플레이
이 게임의 플레이어가 할 수 있는 유일한 플레이 수단은 게임의 줄거리를 택하는 것으로, DVD를 틀 때 메뉴를 고르듯 선택지 (한번에 2~3개 정도)를 고르는 것이다. 하지만 이 중 올바른 선택은 한두개에 불과하다. 선택지를 고를 때에는 십자패드 (PC판에서는 마우스)로 조종하며 A버튼을 눌러 해당 선택지로 결정, 이후에 벌어지는 일을 감상하게 된다. 또 작중 등장인물인 존이나 제인이 무슨 행동을 할 것인지에 대해서도 고를 수 있는 경우가 등장하는데, 올바른 선택을 하면 두 등장인물이 만나는 쪽으로 진행되지만 틀린 선택을 하면 게임 나레이터 두 명이 나타나 코멘터리를 벌이고, 심지어는 서로 싸우기도 한다. 틀린 선택이 어느 정도 쌓이면 게임을 다시 시작할지 아니면 올바른 선택을 할 것인지를 택하게 된다.

## 줄거리
게임을 시작하기에 앞서 제인이 등장하는 풀모션 비디오가 뜨는데, 이 게임의 목표와 기본 룰을 설명해 준다. 이 때 이후로는 비디오가 아닌 사진을 보여주고 배우가 대본을 읽는 구성으로만 진행된다. 중간에 나레이터가 한차례 바뀌기도 하며 몇 장면 이후에는 다시 본게임으로 돌아간다.
게임의 무대는 1990년대 초 미국 로스앤젤레스. 캐나다 앨몬트에서 이곳으로 이사온 존 (에드워드 J. 포스터)와 제인 (제인 배손)은 마땅한 애인을 구하지 못했다는 이유로 부모에게 시달리고 있었다. 배관공인 존은 어머니 (비올레타 지보키언, 목소리는 새먼더 에거솔)로부터 오후 6시에 여자친구 에이미와 함께 저녁식사하러 자기 집에 오라는 전화를 받는다. 한편 여대생 제인은 지난 직장의 동료들을 질색하여 새로 취업면접을 보러 간다.
이후 아침 8시 어느 주차장에서 존과 제인이 만나고 존은 제인을 보자마자 "완벽한 여자"라며 바로 사랑에 빠지고 만다. 존은 오늘 일은 쉬고 주차장에 남아서 제인이 면접을 보고나와 다시 만날 수 있도록 기다리기로 맘먹는다. 일보다 이게 더 중요하다고까지 생각하는 존의 태도는 아무래도 어머니의 성화 때문인 듯 싶다. 이 때를 전후하여 이 게임의 해설자로 해리 아미스 (제인의 아버지로도 등장)가 등장한다.
면접장에 온 제인은 그곳 상사인 폴 마크 스레셔 (폴 보커)와 대담을 나누게 되는데, 폴은 제인의 뛰어난 자격과 추천서에도 불구하고 한 시간 전에 자리가 취소됐다고 밝힌다. 제인이 굉장히 속상해하자 스레셔는 "결국엔, 잘 풀릴 것이야"라며 갑자기 옷을 벗어달라고 요구한다. 알고보니 일자리를 얻는 조건으로 자신과 섹스하게 만드려는 속셈. 하지만 제인이 뿌리치자 스레셔는 제인을 강간하려 들고, 둘 사이에 추격전을 벌이다 끝내 제인이 탈출하는 데 성공한다. 제인이 스레셔에게 뒤쫓기는 광경을 목격한 존이 달려가 제인을 구하고, 스레셔와 제인, 존은 어느 버려진 집안에 다다른다. 이 사건이 진행되는 사이 해리 아미스는 여자 해설자 '윌마' (티라 메츠)에게 강제로 해설자 자리를 뺏긴다. 이후 윌마는 아미스에게 총 몇 발을 맞아 쓰러지고 아미스가 해설자 자리를 되찾는다.
추격전 이후 스레셔는 제인에게 화댓값 500만 불을 제시하며 같이 하자고 애쓴다. 제인이 이 제안을 받아들일 경우 존도 어머니의 성화에 못 이겨 에이미와 결혼하고 애를 셋이나 낳게 되고, 제인은 매춘부 신세가 된다. 제인이 거절할 경우 존이 나서 제인은 자길 사랑한다면서 자기와 결혼하여 평생 살길 원한다고 밝힌다. 이후 경찰을 불러 스레셔가 체포되는 것을 뒤로 하고 두 사람은 집을 걸어나온 뒤, 두 사람이 처음 만났던 주차장으로 되돌아온다.
여기까지의 과정 중에서 선택지가 나오는데, 선택지에 따라 엔딩이 각각 달라진다.
- 존이 주차장에서 스레셔와 싸우지 않을 경우 스레셔가 존을 꾀고, 갑자기 두 사람이 커플이 되고 만다. 이후 해설자가 두 사람은 게이가 되어선 안 된다며 그런 짓은 다시 하지 말라고 플레이어에게 경고한다.
- 존이 주차장에서 제인을 지키기 위해 스레셔와 싸울 경우 또 다시 선택지가 나오는데 이 둘이 최종 엔딩이다.
  - 하나는 '할리우드 엔딩' (Hollywood Ending)인데, 존이 스레셔를 이기고 매출알선 제의를 거절한다. 존이 정직하게 대해준 것에 대한 보답으로 제인은 존에게 같이 저녁 먹자고 하며, 존의 자전거를 타고 제인이 초대한 곳으로 간다. 이후 존이 자기가 하는 직업이 실은 배관공이라고 밝히자, 제인은 농담으로 받아들이고는 "배관공은 넥타이를 매지 않잖아" (Plumbers Don't Wear Ties)라고 답한다.
  - 다른 하나는 '뭔가 좀 색다른 걸 줘봐' (Gimme Something Completely Different)로, 제인이 갑자기 자신은 아직 처녀이고 수녀가 될 생각이라고 고백하면서 존을 경악하게 만든다. 관두면 안 되겠느냐는 애원에도 불구하고 결국 헤어지게 된 존은 집으로 돌아와 어머니와 저녁식사를 하며 에이미와의 마지못한 결혼 준비에 이르게 된다.

## 개발과정
《배관공은 넥타이를 매지 않는다》는 미국 캘리포니아주 프레몬트에 있던 '키린 엔터테인먼트'에서 개발하였다. 이 회사는 디지털 스터프 주식회사의 자회사였다. 게임 개발과 제작은 마이클 앤더슨이 맡았다. 뮤직스코어는 마틴 골닉과 오디오 마이크로 뮤직 프로덕션 라이브러리에서 제공하였다.
사실 3DO판 게임에 앞서 PC판 게임이 개발됐지만 게임 카피가 제한적인 환경이었기 때문에 결국 잊혀지게 됐다. 하지만 누군가 아카이브 재단에 해당 파일을 업로드한 덕분에 다운로드 및 플레이가 가능하다. PC판에서는 3DO보다 좋은 음질과 무검열 사진을 감상할 수 있다.

## 평가
이 게임은 조악한 수준의 게임 완성도로 인해 사상 최악의 게임 중 하나로 여겨진다. 우선 풀모션 비디오 게임으로 홍보하였음에도 불구하고, 도입부만 잠깐 비디오로 구성하고 나머지는 그냥 사진만 나열하는 슬라이드쇼 방식으로 진행된다는 점과, 그 사진마저도 쨍한 사진 필터로 도배되어 있다는 점이 특히 부정적인 평가에 한몫하였다. 또 줄거리가 현실과 동떨어져 있고 목소리 연기도 최악이란 점도 지적받는 요소다. 한편으로 이 게임은 3DO의 주요 실패 요인 중 하나로 언급되곤 한다.
《앵그리 비디오 게임 너드》(AVGN) 74화에서 이 게임을 다뤘다. 에피소드에서 제임스 롤프는 괴상하게 보일 정도로 너무 많이 쓰인 사진필터를 두고 "예술 실험 프로젝트 같은 거냐"고 비꼬았으며, <배관공은 넥타이를 매지 않는다>는 플레이방식 면에서 절대로 게임으로 여길 수 없다고 규정하였다.
1UP.com에서는 '역대 최악의 비디오게임 박스커버' 중 하나로 이 게임의 표지를 꼽으며, 조악한 클립아트와 폰트를 지적하였다. IGN에서는 "라이센스를 아무데나 남발하는 것의 문제점을 여실히 보여주는 대표적인 사례"라고 언급하였다. 그 근거로 3DO는 다른 게임 콘솔과 달리 엄격한 라이선스 정책을 요구하지 않았고, 게임 디스크 한 장에 3달러의 로열티만 내면 됐기 때문에, 수준에 미치지 못하는 성인용 비디오 게임들이 난잡하게 양산되었다는 사실을 들었다.

## 같이 보기
- 쓰레기 게임
- 혹평으로 유명한 게임 목록